# W. & H. Seibert

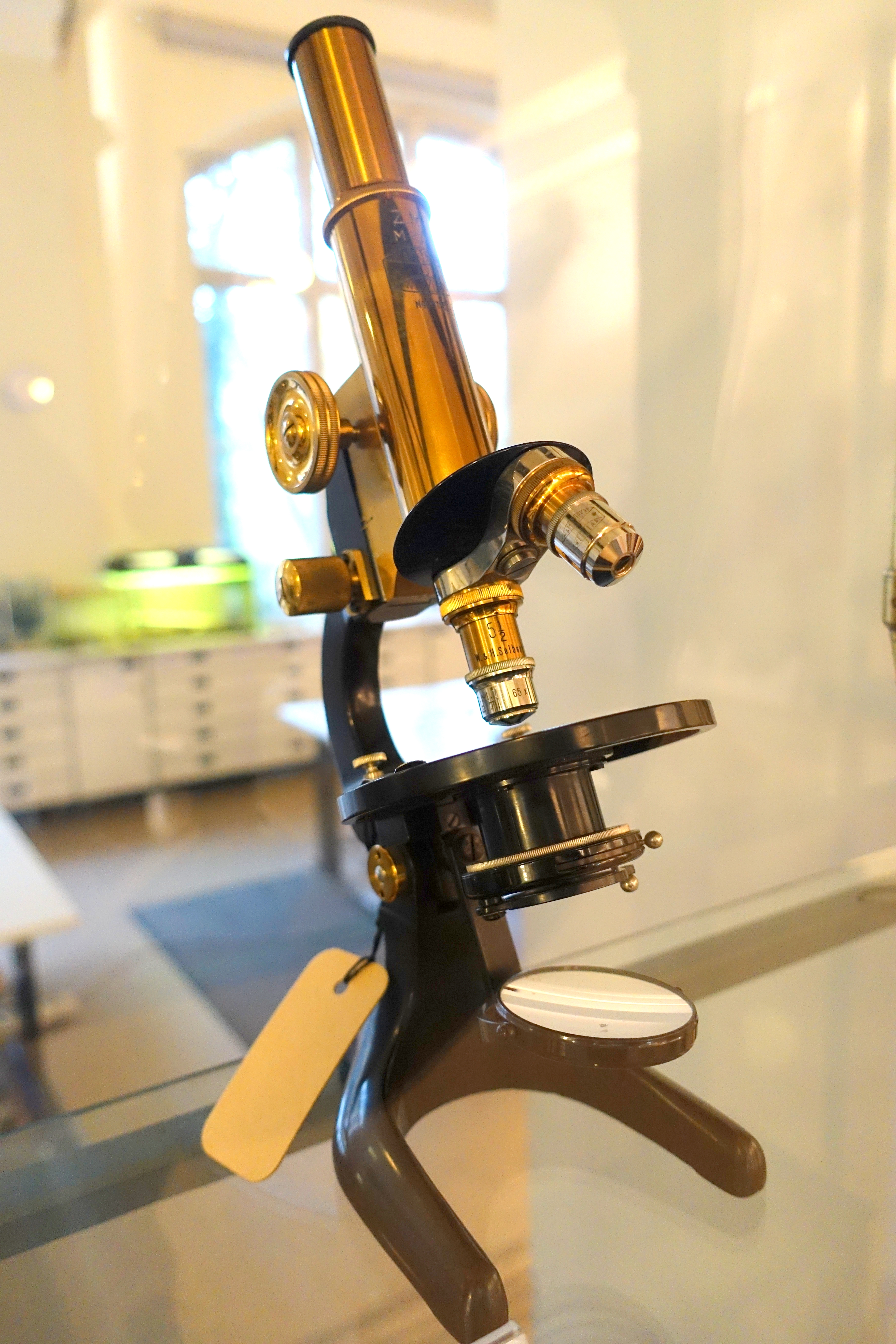
Seibert-Mikroskop von 1910

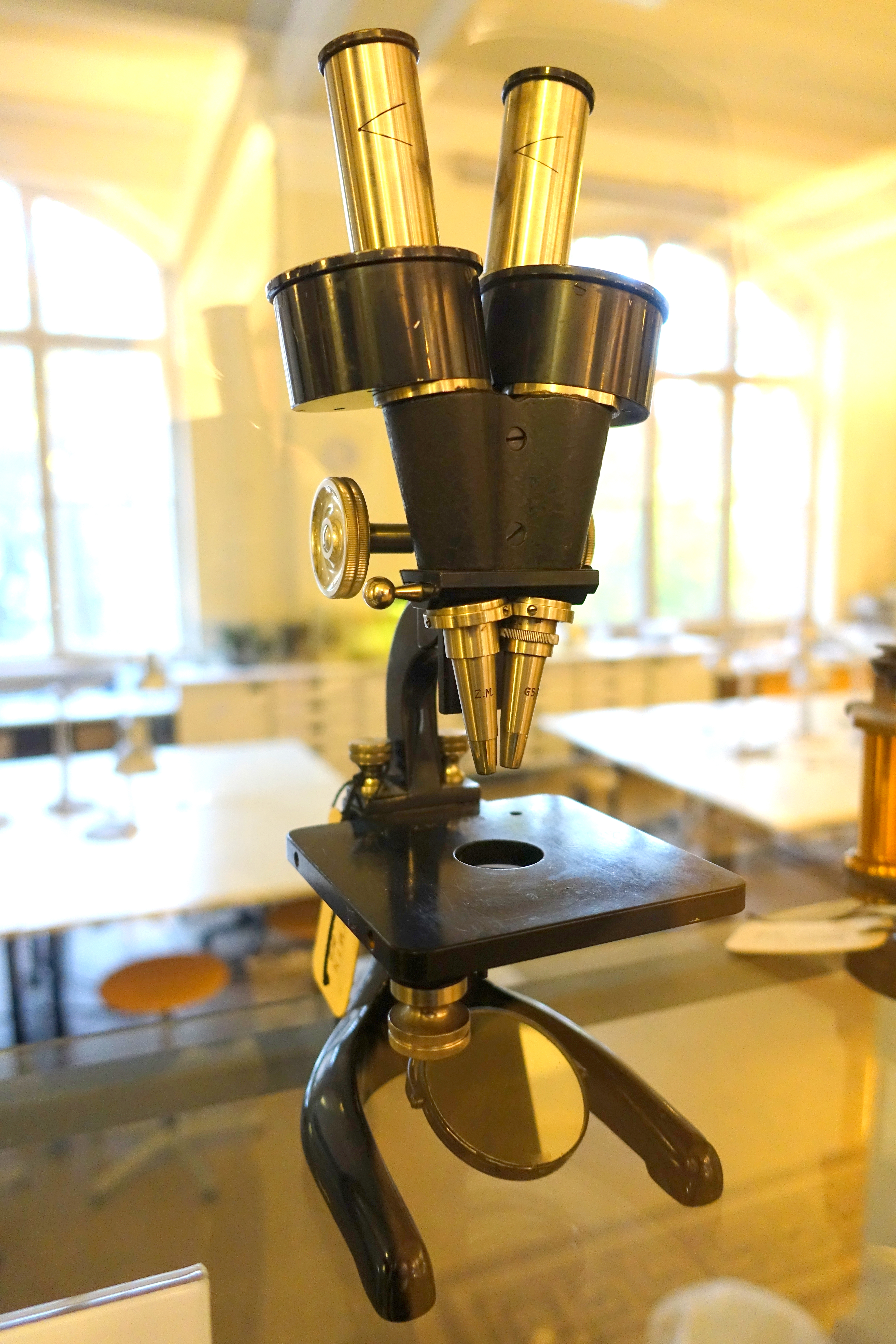
Seibert'sches Stereomikroskop von ca. 1920.

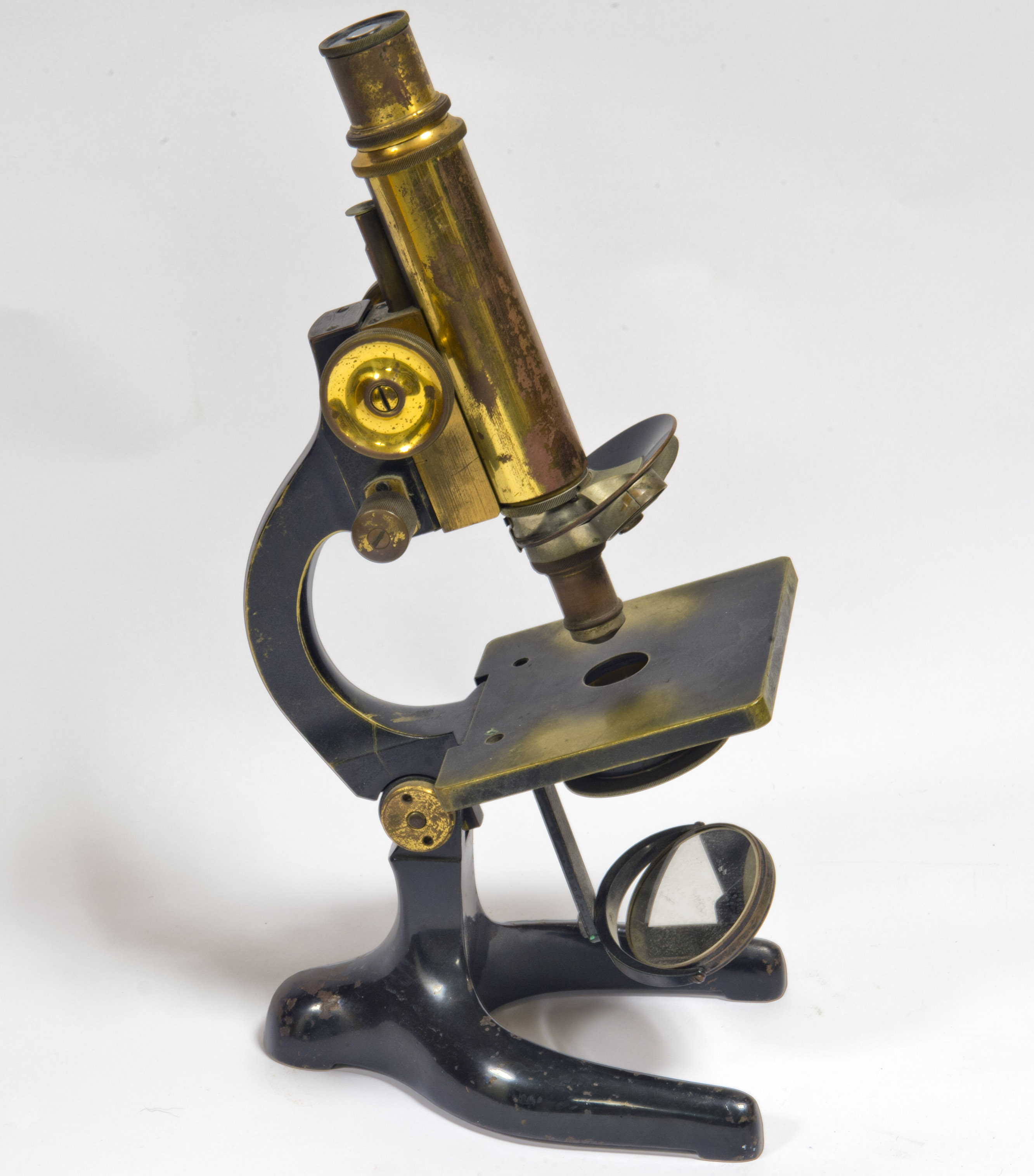
Ein weiteres Seibert-Mikroskop

W. & H. Seibert war ein deutsches Unternehmen, das optische und feinmechanische Instrumente herstellte und 1911 das weltweit erste kommerziell erhältliche Vergleichsmikroskop produzierte. Seinen Sitz hatte das Unternehmen in der mittelhessischen Stadt Wetzlar. Damit war das Unternehmen an der Entwicklung der deutschen optischen Industrie und Wetzlars zur „Stadt der Optik“ maßgeblich beteiligt.

## Geschichte
Das Unternehmen wurde 1867 von den Brüdern Wilhelm Seibert (* 22. September 1840 in Wetzlar; † 17. Juli 1925 in Wetzlar) und Heinrich Seibert (* 7. Februar 1842 in Wetzlar; † 12. Juni 1907 in Wetzlar) gegründet.
In der Anfangszeit der Wetzlarer optischen Industrie war die Firma aus einer Werkstatt, die in der Altstadt am Brodschirm lag, hervorgegangen. Trotz wirtschaftlicher Schwierigkeiten zogen sie später in die Nähe des Silhöfer Tors. Von dort belieferten sie beispielsweise Robert Koch, dem durch eines ihrer neuartigen Mikroskope bahnbrechende Entdeckungen wie die des Milzbrand-Erregers oder des Tuberkulose-Erregers gelangen.
Ab 1872 wurde das Unternehmen von dem in Wetzlar ansässigen Kaufmann Georg Krafft finanziell unterstützt. Im Jahr 1889 zog  W. & H. Seibert an den Kaiser-Wilhelm-Ring, später Karl-Kellner-Ring. Im Jahre 1900 wurde das zehntausendste Mikroskop hergestellt.
Nach dem Tod von Heinrich Seibert kam es zur Gründung einer GmbH. Durch die grundlegende Idee des russischen Geologen Alexander Alexandrowitsch Inostranzew und die konstruktiven Vorschläge des Osnabrücker Chemikers Wilhelm Thörner gelang dem Unternehmen 1911 die Entwicklung des ersten kommerziell erhältlichen Vergleichsmikroskops.
Vordergründig ging es den Brüdern stets vor allem darum, einen Beitrag zur Wissenschaft zu leisten – wirtschaftlicher Profit stand dabei für sie erst an zweiter Stelle. Während des Ersten Weltkriegs kämpfte man jedoch mit Schwierigkeiten beim Absatz der Forschungsinstrumente. 1917 wurde der Betrieb daher aus wirtschaftlichen Gründen in das Unternehmen Ernst Leitz eingegliedert, firmierte jedoch weiterhin unter dem eigenen Firmennamen W. & H. Seibert und stellte eigene Erzeugnisse her. Das Unternehmen beschäftigte zu diesem Zeitpunkt rund 75 Mitarbeiter.
Bevor Wilhelm Seibert im Alter von 85 Jahren starb und das Unternehmen an seinen Sohn Heinrich Seibert überging, wurde ihm von der Technischen Hochschule Darmstadt die Ehrendoktorwürde für seine Verdienste um die Entwicklung der deutschen optischen Industrie verliehen. Das Unternehmen wurde bis zum Tod des Sohnes 1931 weitergeführt. Im Zweiten Weltkrieg wurde das Unternehmen aufgrund von Produktionsbeschränkungen auf spezifische optische und feinmechanische Instrumente gänzlich in den Produktionsablauf der Leitz Werke eingegliedert, und die eigene Herstellung wurde aufgegeben. Eine Eintragung in das Handelsregister beim Amtsgericht Wetzlar bestätigt das Erlöschen der Firma im Jahre 1971.